# Wish I Had an Angel
«Wish I Had An Angel» (в переводе с англ. — «Если бы у меня был ангел») — второй сингл финской симфоник-метал-группы Nightwish, выпущенный в 2004 году для пятого студийного альбома Once. Вокальные партии в песне исполняют Марко Хиетала и Тарья Турунен. Песня также исполнялась Анетт Ользон. Часто используется в качестве последней песни шоу.
«Wish I Had an Angel» вошла в саундтрек к вышедшему в 2005 году фильму ужасов «Один в темноте», что сделало этот сингл (а затем и сингл «Nemo») одним из наиболее популярных, как в Европе, так и в Соединённых Штатах. Сингл достиг 60 позиции в чарте Великобритании, чего не мог добиться ни один из прошлых синглов группы.
Клип на песню срежиссировал Уве Болл.

## Список композиций
|   | Название                                | Автор                                      | Продолжительность |
| - | --------------------------------------- | ------------------------------------------ | ----------------- |
| 1 | «Wish I Had An Angel (Album Version)»   | Туомас Холопайнен                          | 4:08              |
| 2 | «Ghost Love Score (Instrumental Score)» | Туомас Холопайнен                          | 10:07             |
| 3 | «Where Were You Last Night»             | Тим Норелл, Ула Хоканссон и Александр Бард | 3:52              |
| 4 | «Wish I Had An Angel (Demo Version)»    | Туомас Холопайнен                          | 4:08              |

1. ↑  Песня является кавером на одноимённую песню[англ.] шведской диско-поп-исполнительницы Энки Баггер[англ.]

## Участники
- Туомас Холопайнен — композитор, клавишные
- Эмппу Вуоринен — гитара
- Юкка Невалайнен — ударные
- Тарья Турунен — вокал
- Марко Хиетала — бас-гитара, вокал